# Arge cyanocrocea
Espèce
Arge cyanocrocea est une espèce d'insectes hyménoptères de la famille des Argidae.